# Lighwa
Lighwa ist ein Verwaltungsbezirk (englisch Ward) des Distrikts Ikungi in der tansanischen Region Singida.

## Geografie
Lighwa ist ein Bezirk im nördlichen Zentralteil von Tansania etwa 35 Kilometer Luftlinie südöstlich der Regionshauptstadt Singida. Bei der Volkszählung 2022 lebten 9565 Menschen in 1758 Haushalten auf einer Fläche von 116 Quadratkilometern.
Der Bezirk grenzt an sechs Bezirke des Distrikts Ikungi:
| Makiungu  | Mungaa                                      | Misughaa |
| Dung'unyi | Kompassrose, die auf Nachbargemeinden zeigt | Ntuntu   |
|           | Unyahati                                    |          |

## Gliederung
Der Bezirk besteht aus drei Gemeinden (swahili Mtaa) mit 19 Orten (Kitongoji):
| Lighwa - Sanya - Majengo - Tupendane - Dilahu - Kapiti - Bwawani - Upendo - Mtunduru - Kanyamsaghaa | Mwisi - Mwisi - Manjuki - Kinyangaa - Kinyalisi - Kairo - Mfumbu | Ujaire - Mfendo - Mtoghoo - Mnang’ana - Mgandu |

## Wirtschaft und Infrastruktur
- Landwirtschaft: Es werden 5000 Rinder, 5000 Ziegen, 1000 Schafe und 6000 Hühner gehalten (Stand 2016).[8]
- Bildung: Im Bezirk liegen zwei weiterführende Schulen.[9] Die Lighwa Secondary School ist eine staatliche,[10] die Mifumbu Secondary School eine Privatschule.[11] Beide bilden Tagesschüler bis zur 4. Stufe aus.
- Gesundheit: In den Gemeinden Mwisi[12] und Ujaire[13] gibt es je eine staatliche Apotheke.